# Dieter Matheis
Dieter Matheis  (* 3. Mai 1943 in Wiesloch) ist ein deutscher Manager. Matheis war der erste Kaufmännische Leiter (CFO) der SAP SE. Er war 1988 verantwortlich für den deutschen- und 1998 für den amerikanischen Börsengang (NYSE) des Softwarekonzerns. Als Sportfunktionär war Matheis erster Beiratsvorsitzender der Rhein-Neckar Löwen.

## Ausbildung
Matheis wuchs in Wiesloch auf und absolvierte nach dem Gymnasium Wiesloch von 1959 die Höhere Handelsschule Wiesloch. Anschließend schloss er seine kaufmännische Ausbildung 1961 bei der Tochtergesellschaft der ABB, Süddeutsche Metallwerke GmbH, in Walldorf ab.

## Berufliche Laufbahn
Matheis startete seine berufliche Laufbahn in seinem Ausbildungsbetrieb, wo er bis 1965 direkt in Leitungsfunktion für den Aufbau des Rechnungswesens verantwortlich war. Anschließend war er bis 1966 bei Imperial Chemical Industries in Östringen mit dem Schwerpunkt Aufbau des Kostenrechnungssystems betraut. Seinen ersten Kontakt zur SAP hatte Matheis bereits 1972 bei der Gründung. Insgesamt siebzehn Jahre war er als Leiter Rechnungswesen bei Thermal-Werke in Hockenheim. Dort verantwortete er die Einführung der Software SAP FI (Financial Accounting). Ab 1984 bis 2001 war Matheis Chief Financial Officer der SAP SE. Dort baute er den globalen integrierten Finanz- und Planungssystem auf und organisierte die Gründung von 50 ausländischen Tochtergesellschaften. Matheis war 1988 für den deutschen- und 1998 für den amerikanischen Börsengang NYSE der SAP federführend verantwortlich. Ab 1992 war Matheis zudem Mitglied der erweiterten Geschäftsleitung.

## Sportfunktionär
Nach seinem Ausscheiden bei SAP war Matheis Beiratsvorsitzender bei den Rhein-Neckar Löwen, die damals noch unter SG Kronau-Östringen firmierten. Zudem war er Aufsichtsratsmitglied der Handball-Bundesliga. Bereits seit 1996 wirkte er beim Vorgängerverein, TSV Baden Östringen, federführend mit an der Fusion mit der TSG Kronau, und arbeitete an den wirtschaftlichen und sportlichen Voraussetzungen für einen Aufstieg in die erste Bundesliga. Bundesweite Bekanntheit erlangte Matheis in seiner Rolle als Aufsichtsratsvorsitzender und Beirat der Rhein-Neckar Löwen im Zusammenhang mit den Bestechungsvorwürfen rund um das Champions-League-Finale 2007 zwischen dem THW Kiel und der SG Flensburg-Handewitt.

## Mandate
- SNP Schneider-Neureither & Partner, Aufsichtsrat, 2003–2011[12]
- Realtech, Aufsichtsrat (Vorsitz) 2001–2008[13]
- Heiler, Aufsichtsrat, 2004–2007[14]
- Cybio, Aufsichtsrat (Vorsitz),  2004–2008[15]
- Saperion AG, Aufsichtsrat (Vorsitz), 2005–2014[16]
- Volksbank Kraichgau, Aufsichtsrat, 1988–2003
- Netviewer, Aufsichtsrat, 2007–2011

## Privates
Matheis ist verheiratet, hat ein Kind und lebt in Wiesloch.